# Le Cimetière de la morale (essai)
Pour les articles homonymes, voir Le Cimetière de la morale.
Le Cimetière de la morale est un essai de Roland Jaccard publié aux Presses universitaires de France (PUF) en 1995.

## Contenu
Dans ce court essai (100 pages), l'auteur évoque les principales figures du nihilisme (ou du scepticisme) moderne.
1. Tu n'as aucune chance, mais saisis-là ! : Arthur Schopenhauer (1788-1860), philosophe allemand
2. Une nonne flegmatique : Adèle Schopenhauer (1797-1849), femme de lettres allemande
3. Le fantôme du Vésuve : Giacomo Leopardi (1798-1837), écrivain italien
4. Le nihiliste de Tarascon : Alphonse Rabbe (1784-1829), écrivain français
5. L'ère de la décrépitude : Paul Challemel-Lacour (1827-1896), homme d'État français
6. Oskar, le maudit : Oskar Panizza (1853-1921), écrivain allemand
7. L'éternel féminin : Lou Andreas-Salomé (1861-1937), femme de lettres allemande d'origine russe
8. Le philosophe et l'impératrice : Sissi (1837-1898), duchesse-reine-impératrice austro-hongroise
9. Journal d'un homme déçu : Bruce Frederic Cummings Wilhelm Nero Pilate Barbellion (1889-1919), diariste britannaique
10. Ça, c'est de l'euthanasie : Ambrose Bierce (1842-1913 ?), écrivain américain
11. Le génie de la futilité : Richard Engländer (de), alias Peter Altenberg (1859-1919), écrivain autrichien
12. Le culte du dégoût : Ladislav Klíma (1878-1928), écrivain tchèque
13. Le virus du délabrement : Osamu Dazai (1909-1948), écrivain japonais
14. Good Old Stef : Stefan Zweig (1881-1942), écrivain autrichien
15. Au Cabaret du Néant : Sadegh Hedayat (1903-1951), écrivain iranien
16. Anatomie d'un dandy : Cyril Connolly (1903-1974), écrivain britannique
17. Giauque, la panique : Francis Giauque (1934-1965), poète suisse
18. Le cancer de l'âme : Fritz Zorn (1944-1976), écrivain suisse de langue allemande
19. Un virtuose du ratage : Marcel Lévy (1899-1994), écrivain français
20. Auriez-vous l'obligeance de m'indiquer le chemin de l'enfer ? : Louise Brooks (1906-1985), actrice américaine
21. La confession d'Amiel : Henri-Frédéric Amiel (1821-1881), écrivain suisse

## Éditions
- Le Cimetière de la morale, essai, PUF « Perspectives critiques », 1995 ; Le Livre de Poche « Biblio Essais », 1998
- en complément de La Tentation nihiliste, PUF, collection Quadrige,  (ISBN 978-2-13-059476-5)